# Ryparosa maculata
Ryparosa maculata är en tvåhjärtbladig växtart som beskrevs av B.L.Webber. Ryparosa maculata ingår i släktet Ryparosa och familjen Achariaceae. Inga underarter finns listade i Catalogue of Life.